# Шоази ле Роа
Шоази ле Роа (фр. Choisy-le-Roi) је насељено место у Француској у Париском региону, у департману Долина Марне.
По подацима из 2011. године у општини је живело 41.355 становника, а густина насељености је износила 7616,02 становника/km².

## Демографија
| 1962.  | 1968.  | 1975.  | 1982.  | 1990.  | 2011.  |
| ------ | ------ | ------ | ------ | ------ | ------ |
| 41.522 | 41.440 | 38.705 | 35.476 | 34.068 | 41.355 |

## Партнерски градови
- Хенигсдорф
- Луго